# Fernando Marroquin
Fernando Marroquin (1919, data de morte desconhecida) foi um ciclista guatemalense que competiu no ciclismo nos Jogos Olímpicos de Verão de 1952, representando a Guatemala.